# 山頂 (大字)
山頂，是台灣桃園市龜山區的一個傳統地域名稱，位於該區西南部。相較於今日行政區，其範圍大致包括山頂里、山德里、山福里、幸福里。

## 歷史
台灣清治末期至日治前期，山頂地區為一街庄，稱為「山頂庄」，隸屬於桃澗堡。該庄北及東與新路坑庄為鄰，東南邊一小段與兔子坑庄為鄰，南邊為大湖庄，西邊為大樹林庄。
1901年（日治明治三十四年）11月，全台廢縣廳改設二十廳，該庄隸屬於桃仔園廳。1903年（明治三十六年），改名桃園廳。1909年（明治四十二年）10月，合併二十廳為十二廳，該庄隸屬不變。1920年（大正九年），該庄改制為「山頂」大字，隸屬於新竹州桃園郡龜山庄。
戰後龜山庄改制為龜山鄉，隸屬於新竹縣，大字亦改制為村。1950年桃、竹、苗分治，龜山鄉改隸屬於桃園縣。2014年12月桃園縣升格為直轄桃園市，龜山鄉改制為龜山區。

## 聚落
本地區發展較早的聚落為山仔頂，在日治期初期的官方地圖上已有記載。

## 交通
台鐵縱貫線是台灣西部鐵路南北幹線，大致以南南東—北北西走向經過山頂地區西部。境內未設站，最近的是西北側的桃園車站，屬一等站，除部分普悠瑪號、太魯閣號、自強號班次外，其餘各級列車均有停靠。由該車站可前往台鐵沿線各站。
省道台1甲線（萬壽路二段～三段）是台北至桃園的平面幹道，大致以東北東—西南西走向蜿蜒經過本地區北部邊界外側。由該道路向東北東可前往新莊、三重等地，向西南西可前往桃園並止於省道台1線。
區道桃10線（山鶯路）是山頂至龜山的道路，也是本地區主要的縱向道路，其東南側端點位於本地區南部臺北監獄旁桃園市、新北市交界處，也是新北市區道北116線的北側端點。由此向北轉北北西而行，出境後旋即止於省道台1甲路口。

## 學校
- 幸福國中
- 山頂國小
- 幸福國小

## 產業
- 龜山工業區（部分）

## 機構
- 法務部矯正署臺北監獄